# Tlacoachistlahuaca
Tlacoachistlahuaca är en ort i Mexiko.   Den ligger i kommunen Tlacoachistlahuaca och delstaten Guerrero, i den sydöstra delen av landet, 300 km söder om huvudstaden Mexico City. Tlacoachistlahuaca ligger 414 meter över havet och antalet invånare är 4 359.
Terrängen runt Tlacoachistlahuaca är kuperad. Runt Tlacoachistlahuaca är det ganska tätbefolkat, med 129 invånare per kvadratkilometer. Närmaste större samhälle är Ometepec, 17,6 km sydväst om Tlacoachistlahuaca. Omgivningarna runt Tlacoachistlahuaca är en mosaik av jordbruksmark och naturlig växtlighet.